# Dirraquio
Dirraquio  fue una antigua ciudad costera del Ilírico. Corresponde a la actual ciudad albanesa de Durrës.

## Nombre
Aunque los griegos le dieron mayoritariamente el nombre de Epidamno, la acuñación de moneda de la ciudad sólo utilizaba las abreviaturas del nombre Dyrrhachion/Dyrrhachium. fue elegido como nombre casi único de la ciudad en los textos latinos después de que la República romana obtuviera el control de la región tras las Guerras ilíricas en el 229 a. C.
Aunque el nombre Epidamnos/Epidamnus era más común entre los autores griegos antiguos, fue cambiado su
nombre por los romanos. Algunos autores opinaban que el griego era un nombre de mal agüero y que el cambio se hizo para dar la vuelta a esta situación. Sin embargo, el nombre «Dirraquio» es también de origen griego y fue empleado por el poeta Euforión de Calcis. Estrabón emplea el nombre para nombrar tanto a la península como a la ciudad construida sobre ella  y lo mismo hace el poeta Alejandro. Según Pausanias, no ocupaba exactamente el mismo lugar que la griega Epidamno, por lo que es probable que heredase el nombre de esta debido a su mejor emplazamiento.

## Historia
Tras pasar a dominio romano y cambiar de nombre, es mencionada como un Estado libre por Cicerón. Durante la segunda guerra civil de la República romana, fue escenario de una importante batalla entre Julio César y Pompeyo, en la que el segundo salió victorioso tras una serie de notables operaciones. Más tarde, la ciudad se puso del lado de Marco Antonio en las últimas etapas de las guerras civiles romanas y tras su conquista fue entregada por Augusto a sus soldados. Durante el Bajo Imperio romano se convirtió en la capital de la provincia de Nuevo Epiro y en época bizantina se la menciona como un lugar de importancia. Su patrona pudo ser la diosa Venus.